# Decumanus

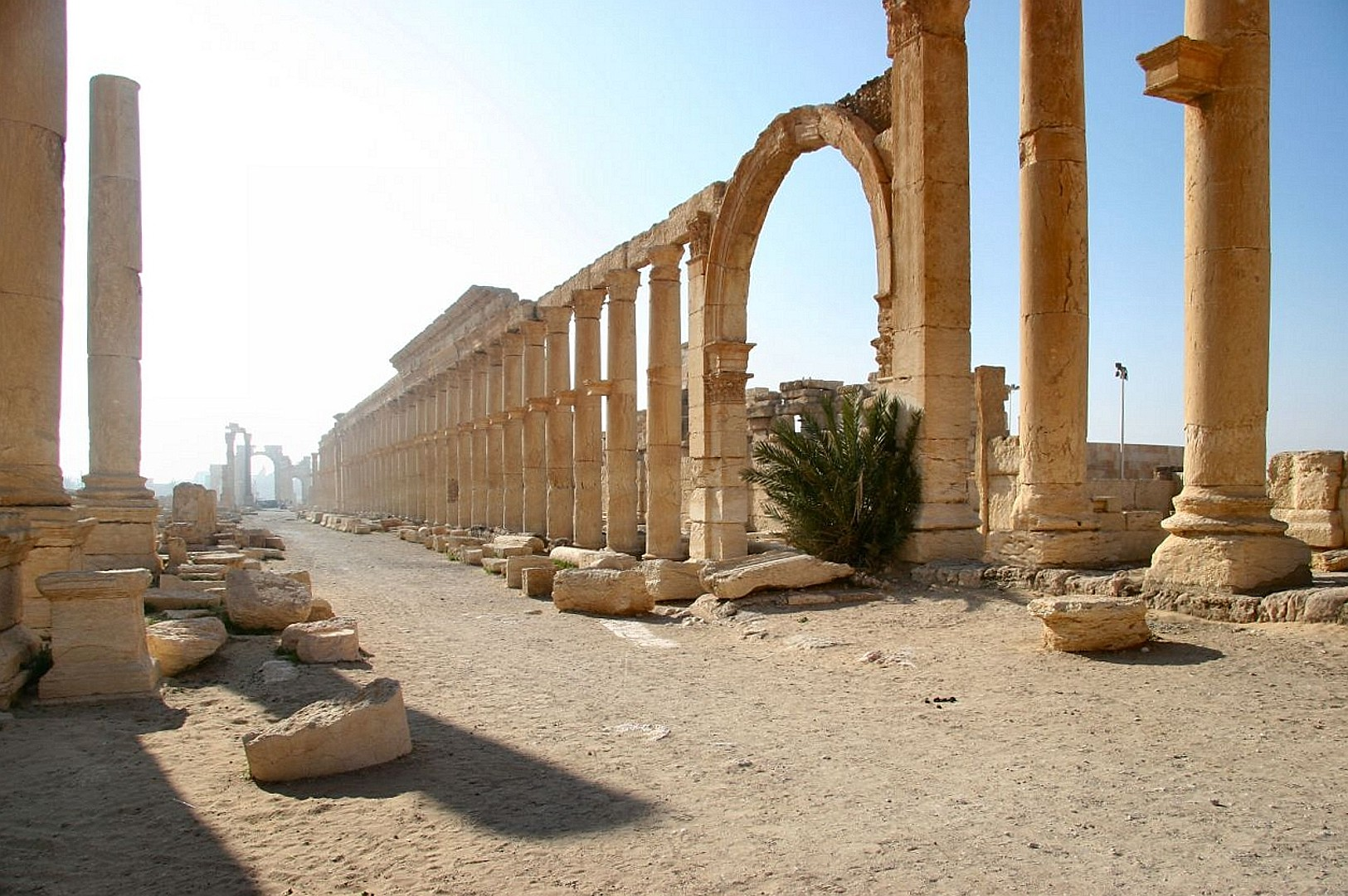
Vista del decumanus maximus de Palmira, a Síria

El decumanus (nom llatí) era, en la planificació urbanística romana, un carrer orientat en direcció est-oest en un campament militar (oppidum) o en una colònia.
El principal d'aquests carrers s'anomenava decumanus maximus, el qual s'encreuava perpendicularment amb el cardo maximus, l'altra gran artèria urbana. Habitualment, a la intersecció entre aquests dos carrers principals es trobava el fòrum, o plaça major de la ciutat. El decumanus, a més a més, unia dues de les portes del campament: la Pretòria (la més propera a l'enemic) i la Decumana.
Per exemple, a l'antiga Bàrcino (l'actual Barcelona), el decumanus maximus començava a la porta de la muralla que hi ha a la plaça Nova, vora la catedral, i acabava a la porta de mar, de la qual se'n conserva una torre i un dels tres arcs que la formaven. Aquesta es pot veure, encara avui en dia, al carrer Regomir, al costat del Centre Cívic Pati Llimona.
La paraula llatina decumanus té l'origen en la línia traçada pels àugurs d'est a oest quan interpretaven els auspicis dels déus.